# Perdita luteiceps
Perdita luteiceps är en biart som beskrevs av Cockerell 1896. Perdita luteiceps ingår i släktet Perdita och familjen grävbin. Inga underarter finns listade i Catalogue of Life.